# Wbsニュース 今日あす
『つれもてワイド・wbsニュース 今日あす』（ダブルビーエス・ニュース・きょう・あす）は、和歌山放送の報道番組である。

## 概要
「聞けば見える!その日の和歌山」をテーマに、和歌山県の地域密着ニュースはもとより、TBSラジオ・文化放送からのネット受けも含めその日の日本・世界の動きをより詳しく伝える。なおフロート番組のひとつ「ネットワークTODAY」はTBSからのネットではなく、wbs自社製作である。

## パーソナリティ
- 寺門秀介（wbsアナウンサー、ニュースデスク）

過去
- 小川真由（当時wbsアナウンサー、退社と同時に降板）

## 主なコーナー
- 16:48頃「紀南・紀北レポート」
原則として月曜・水曜・金曜は田辺放送支局、火曜は本社、木曜は新宮放送支局からの地域密着レポート。
- 16:55頃「ヤンマー 漁業ニュース」
県内海洋気象。長年続く長寿コーナーで土・日にも単独番組として放送。
- 17:42頃「和歌山TODAY」（県内ニュースのまとめ）
- 18:20頃「紀州Hotトピックス」
  - 2011年10月より水-金曜日は「輝け!!アスリート・2015紀の国わかやま国体への道」と題し、2015年に開催される国民体育大会「紀の国わかやま国体」&全国障害者スポーツ大会「紀の国わかやま大会」出場を目指す和歌山県内のアスリートにスポットを当てるとともに、県民総参加型大会を目指す国体・障害者スポーツ大会へ向けた準備状況をレポートするコーナーを始めている[1]

## フロート番組
- 17:00 - 17:15「ニュース・パレード」（文化放送制作）
- 17:15 - 17:30「メキキの聞き耳」（TBSラジオ制作）
- 17:30 - 17:38頃「ネットワークTODAY」
企画ネット番組。wbsのスタジオから全国ニュースを伝えている。自社制作しているのはwbsとMBSのみ。
- 18:00 - 18:10頃「県庁だより」